# 멧미나리

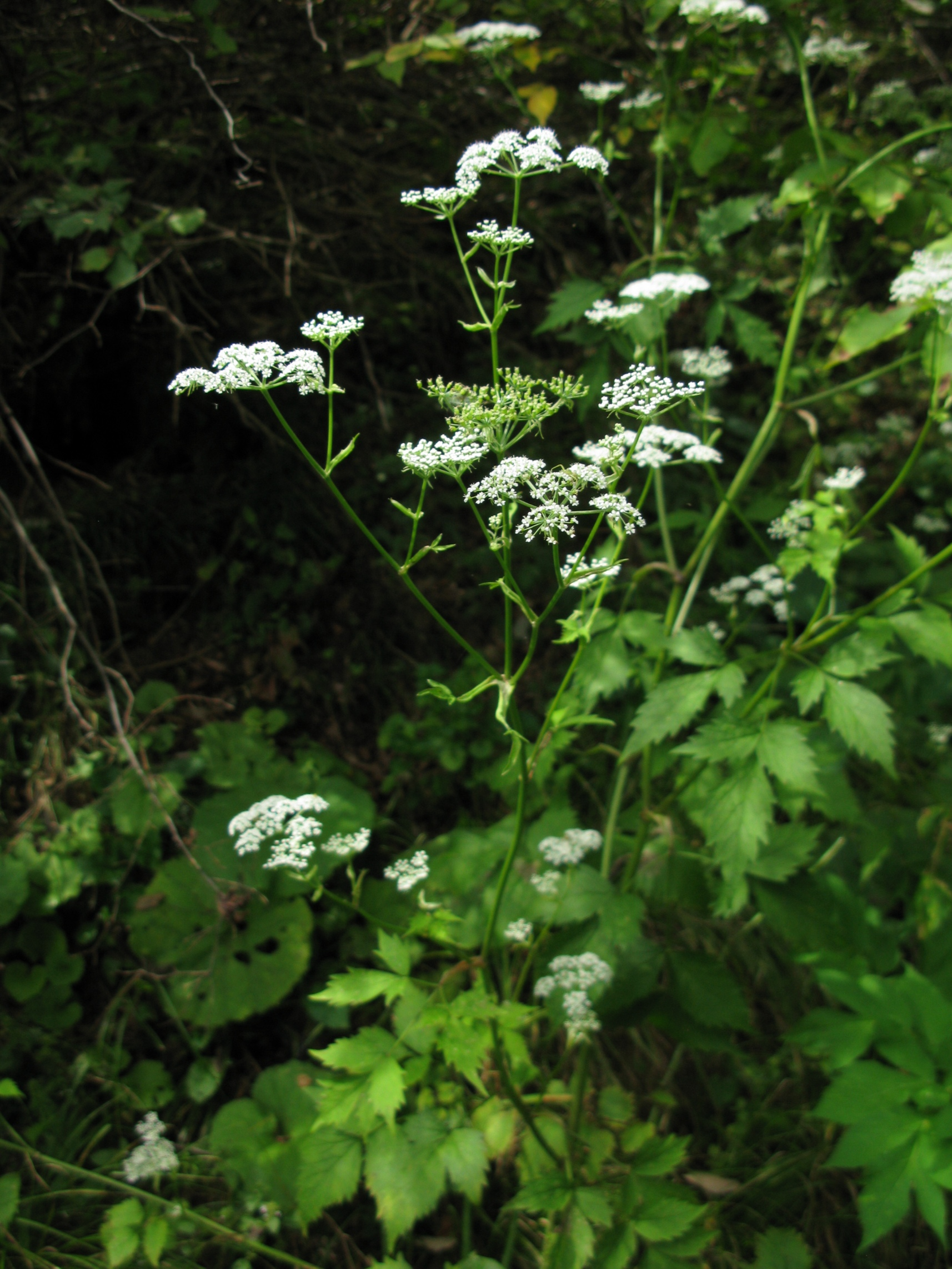

멧미나리(묏미나리, Ostericum sieboldii)는 한국 각처의 산지나 골짜기의 습한 곳에 나는 여러해살이풀이다. 높이는 1m 내외이다. 뿌리는 굵고, 근경은 짧으며, 근생엽은 잎자루가 길다. 경생엽은 어긋나며 2-3회 3출겹잎, 길이 10-40cm, 작은잎은 난형, 가장자리에 톱니가 있고, 끝은 뾰족하며, 가끔 깊게 2-3갈래, 위쪽의 잎은 작아지고, 잎자루는 퇴화되어 포 모양으로 된다. 꽃은 겹산형꽃차례로 가지 끝과 줄기 끝에서 나오고, 5-8개로 갈라진 작은 꽃차례축의 끝에 15-20송이의 흰꽃이 핀다. 작은 꽃차례축에는 작은 돌기가 있으며, 총포는 1-2개가 있거나 없고, 작은 총포는 5-6개이다.